# Ustavující sjezd KSČ

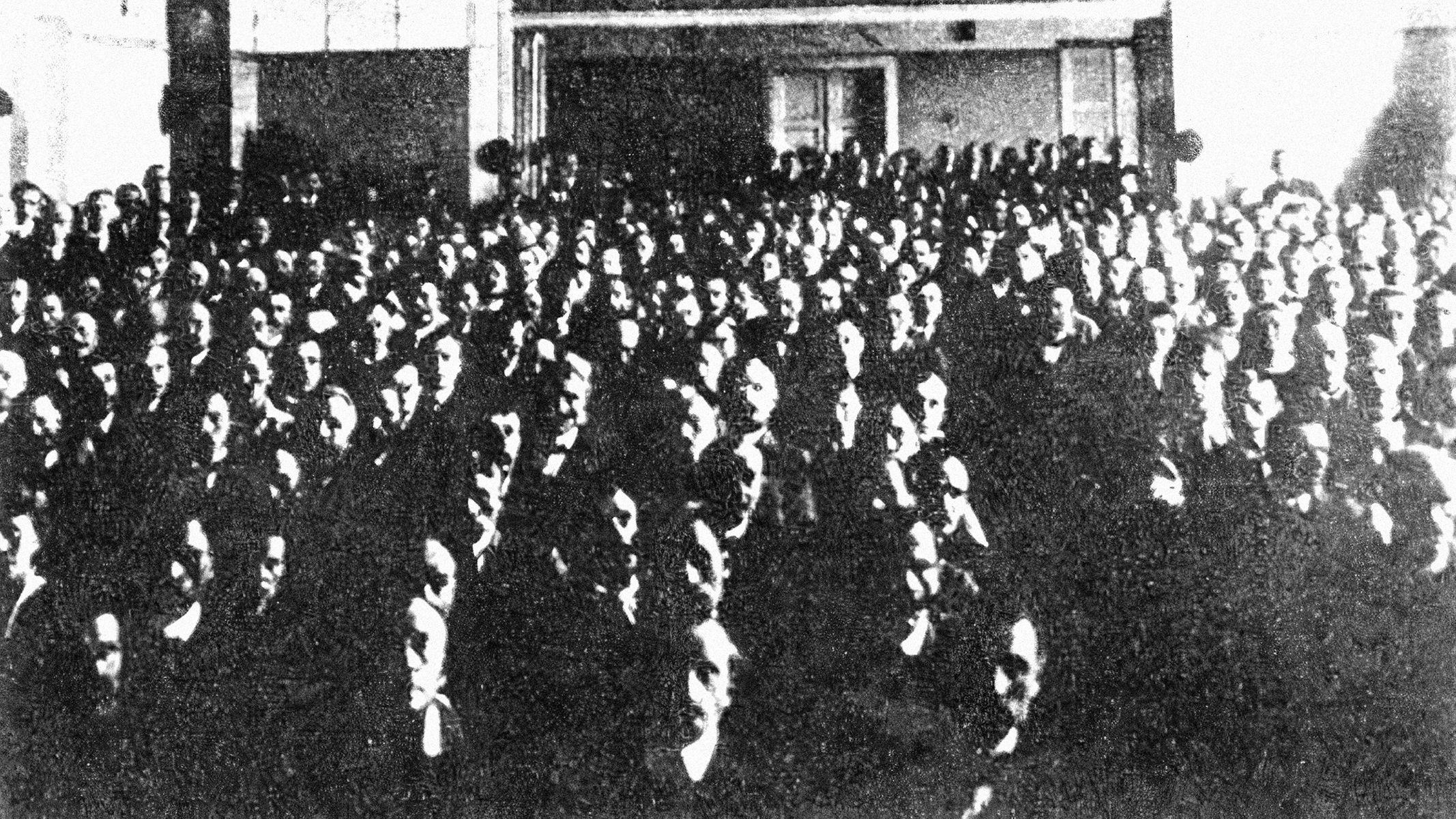
Účastníci ustavujícího sjezdu

Ustavující sjezd KSČ byl stranický sjezd, na kterém byla založena Komunistická strana Československa. Konal se roku 1921.

## Dobové souvislosti a průběh sjezdu
Odehrával se ve dnech 14.–16. května 1921 v Národním domě v Karlíně. Byl vyvrcholením rozkolu v Československé sociálně demokratické straně dělnické, který se stupňoval od roku 1920. V jeho průběhu se levicové křídlo sociální demokracie postupně zformovalo v samostatnou politickou sílu. Na ustavujícím sjezdu pak sociálně demokratická levice přijala jméno Komunistická strana Československa, přijala Dvacet jedna podmínek Kominterny a požádala o přijetí KSČ do Kominterny. Tato žádost byla vyřízena kladně na kongresu Kominterny v červnu a červenci 1921.
Sjezd znamenal vytvoření komunistické strany, jejíž součástí ale zatím byly jen etnicky české, slovenské a rusínské levicové sociálně demokratické frakce. Přistoupení německých, maďarských, polských a židovských (levicové křídlo hnutí Poalej Cijon) komunistických stran provedl až slučovací sjezd KSČ v listopadu 1921. Teprve tehdy došlo k vytvoření celostátní komunistické strany.
Do nově zřízené KSČ se kromě levicových křídel sociálních demokratů zapojily i některé další skupiny. Například anarchokomunisté jako Emanuel Vajtauer a Stanislav Kostka Neumann, dále radikální frakce bývalé České strany pokrokové okolo Zdeňka Nejedlého a čeští a slovenští komunisté z Ruska (Alois Muna).
Ke KSČ se naopak krátce před ustavujícím sjezdem rozhodla nepřipojit skupina levicových sociálních demokratů a socialistů okolo Josefa Tesky a Viléma Brodeckého. Teska původně plánoval na ustavujícím sjezdu KSČ ovlivnit jednání v tom směru, aby komunistická strana odmítla takzvaných Dvacet jedna podmínek stanovených Kominternou a nepodřizovala se komunistické centrále v Moskvě. Poté, co byl jeho plán vyzrazen, nebylo jeho vystoupení na sjezdu KSČ výrazněji přijato. Místo toho pak Teska roku 1921 spoluzakládal menší levicovou formaci nazvanou Neodvislá radikální sociálně demokratická strana. Teska i Brodecký do KSČ vstoupili později, v průběhu 20. let 20. století.